# Диньяк
Динья́к (фр. Dignac) — коммуна во Франции, находится в регионе Пуату — Шаранта. Департамент — Шаранта. Входит в состав кантона Вильбуа-Лавалет. Округ коммуны — Ангулем.
Код INSEE коммуны — 16119.
Коммуна расположена приблизительно в 400 км к юго-западу от Парижа, в 115 км южнее Пуатье, в 14 км к юго-востоку от Ангулема.

## Население
Население коммуны на 2008 год составляло 1298 человек.
| 1962 | 1968 | 1975 | 1982 | 1990 | 1999 | 2008 |
| ---- | ---- | ---- | ---- | ---- | ---- | ---- |
| 793  | 843  | 896  | 1147 | 1230 | 1281 | 1298 |

## Администрация
| Период | Период | Фамилия         | Партия | Примечания          |
| ------ | ------ | --------------- | ------ | ------------------- |
| 1989   | 2008   | Серж Эйдели     |        |                     |
| 2008   |        | Франсуаза Делаж |        | банковский служащий |

## Экономика
В 2007 году среди 820 человек в трудоспособном возрасте (15—64 лет) 602 были экономически активными, 218 — неактивными (показатель активности — 73,4 %, в 1999 году было 72,8 %). Из 602 активных работали 549 человек (286 мужчин и 263 женщины), безработных было 53 (25 мужчин и 28 женщин). Среди 218 неактивных 54 человека были учениками или студентами, 97 — пенсионерами, 67 были неактивными по другим причинам.

## Достопримечательности
- Церковь Сен-Сибар (XII век). Интерьер отличается замечательными росписями XII и XVII веков. Памятник истории с 1980 года[3]
- Замок Пуйо (XV век). Памятник истории с 1966 года[4]
- Башня Брёй[фр.] (XIV—XV века). Представляет собой квадратную в основании башню высотой 23 м. В часовне замка сохранились фрески XV века. Памятник истории с 1964 года[5]
- Романская церковь Сен-Сюльпис (XII—XIII века)

## Фотогалерея

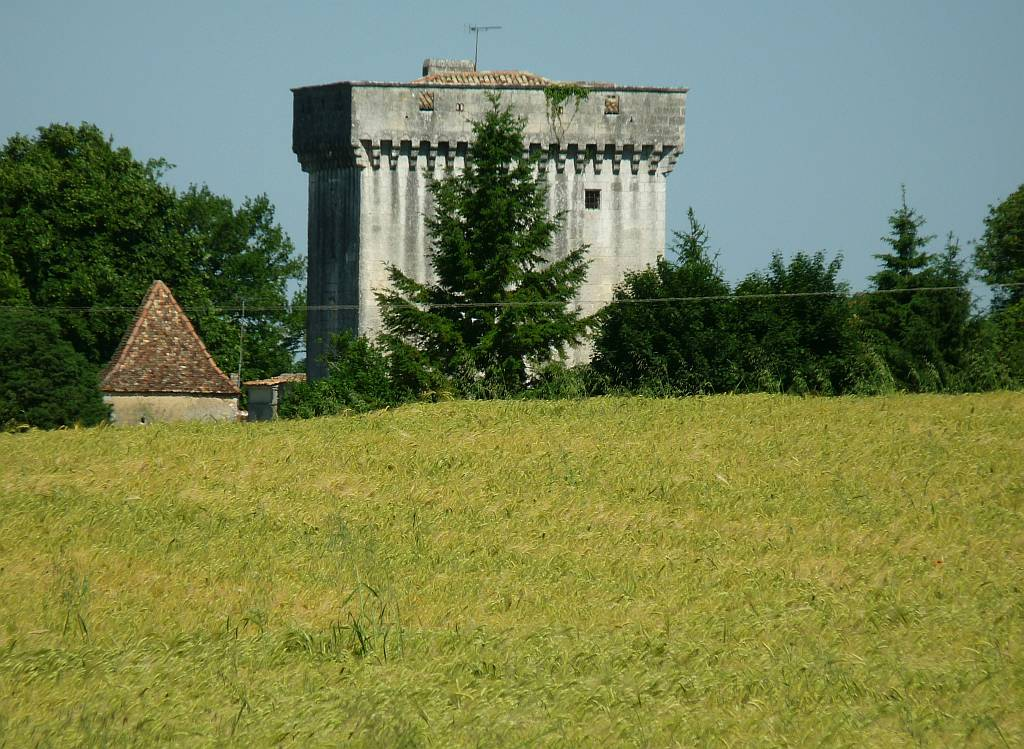
Замок «Башня Брёй»
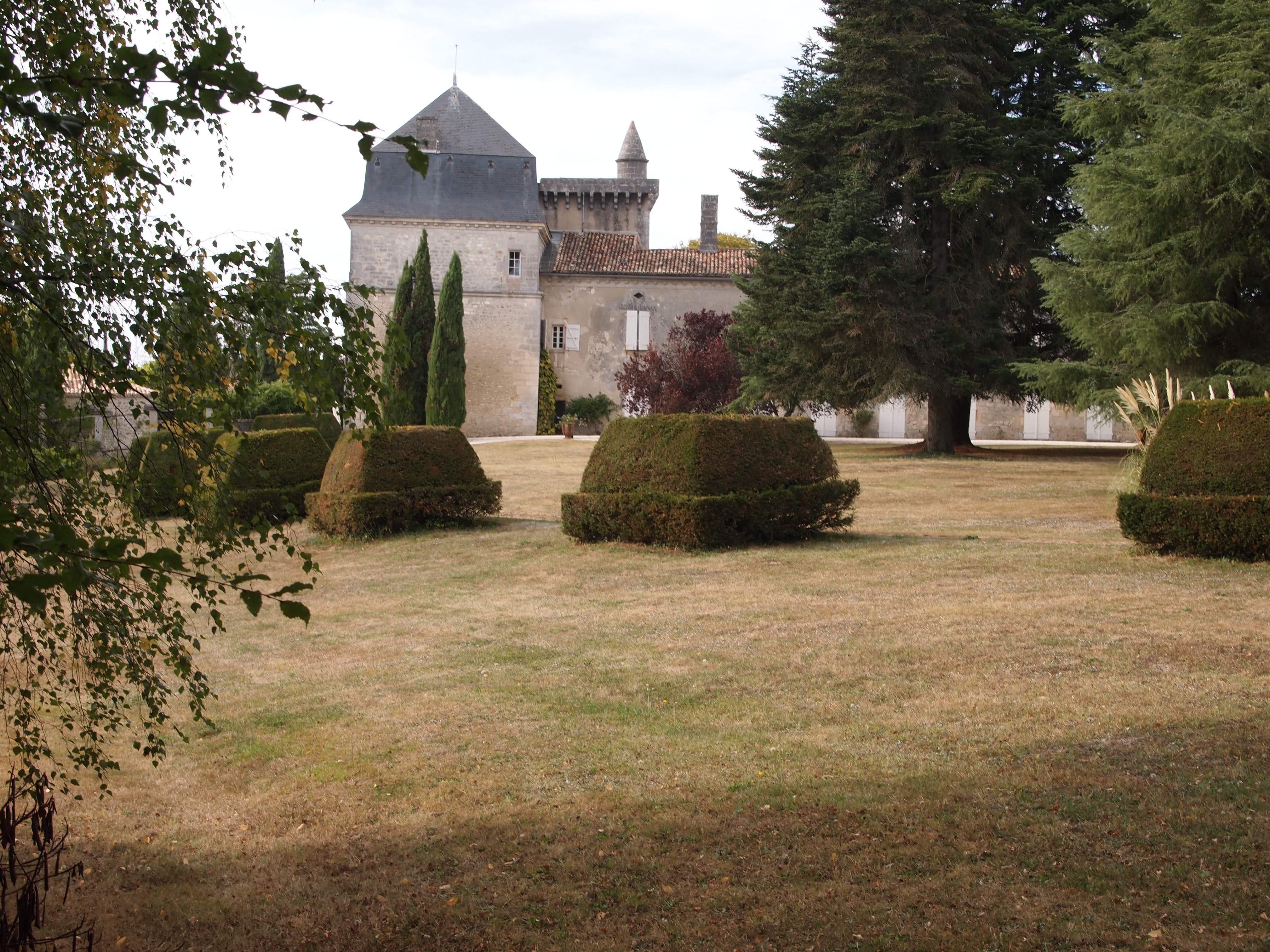
Замок Пуйо
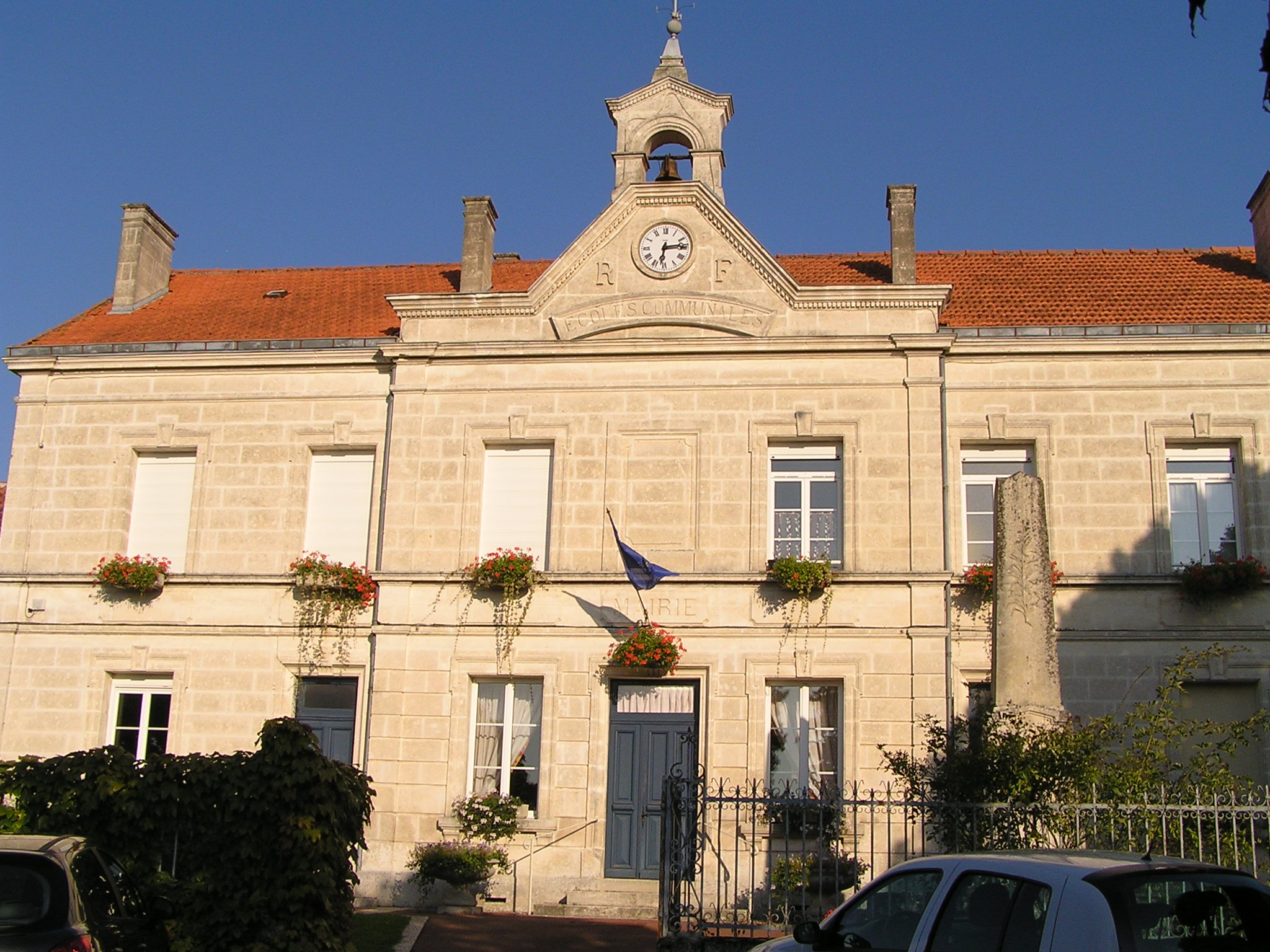
Мэрия